# Grand Prix Formule 1 van België 1981
De Grand Prix Formule 1 van België 1981 werd gehouden op 17 mei 1981 op Zolder.

## Uitslag
| Pos. | Nr. | Coureur               | Constructeur   | Rondes | Tijd / Oorzaak uitval | Grid | Punten |
| ---- | --- | --------------------- | -------------- | ------ | --------------------- | ---- | ------ |
| 1    | 2   | Carlos Reutemann      | Williams-Ford  | 54     | 1:16:31.61            | 1    | 9      |
| 2    | 26  | Jacques Laffite       | Ligier-Matra   | 54     | + 36.06 s             | 9    | 6      |
| 3    | 12  | Nigel Mansell         | Lotus-Ford     | 54     | + 43.69 s             | 10   | 4      |
| 4    | 27  | Gilles Villeneuve     | Ferrari        | 54     | + 47.64 s             | 7    | 3      |
| 5    | 11  | Elio de Angelis       | Lotus-Ford     | 54     | + 49.20 s             | 14   | 2      |
| 6    | 3   | Eddie Cheever         | Tyrrell-Ford   | 54     | + 52.51 s             | 8    | 1      |
| 7    | 7   | John Watson           | McLaren-Ford   | 54     | + 1:01.66             | 5    |        |
| 8    | 28  | Didier Pironi         | Ferrari        | 54     | + 1:32.04             | 3    |        |
| 9    | 23  | Bruno Giacomelli      | Alfa Romeo     | 54     | + 1:35.58             | 17   |        |
| 10   | 22  | Mario Andretti        | Alfa Romeo     | 53     | + 1 Ronde             | 18   |        |
| 11   | 14  | Marc Surer            | Ensign-Ford    | 52     | + 2 Rondes            | 15   |        |
| 12   | 4   | Michele Alboreto      | Tyrrell-Ford   | 52     | + 2 Rondes            | 19   |        |
| 13   | 31  | Piercarlo Ghinzani    | Osella-Ford    | 50     | + 4 Rondes            | 24   |        |
| DNF  | 6   | Héctor Rebaque        | Brabham-Ford   | 39     | Ongeluk               | 21   |        |
| DNF  | 25  | Jean-Pierre Jabouille | Ligier-Matra   | 35     | Transmissie           | 16   |        |
| DNF  | 21  | Chico Serra           | Fittpaldi-Ford | 29     | Motor                 | 20   |        |
| DNF  | 32  | Beppe Gabbiani        | Osella-Ford    | 22     | Motor                 | 22   |        |
| DNF  | 1   | Alan Jones            | Williams-Ford  | 19     | Ongeluk               | 6    |        |
| DNF  | 8   | Andrea de Cesaris     | McLaren-Ford   | 11     | Versnellingsbak       | 23   |        |
| DNF  | 5   | Nelson Piquet         | Brabham-Ford   | 10     | Ongeluk               | 2    |        |
| DNF  | 20  | Keke Rosberg          | Fittpaldi-Ford | 10     | Versnellingsbak       | 11   |        |
| DNF  | 15  | Alain Prost           | Renault        | 2      | Koppeling             | 12   |        |
| DNF  | 29  | Riccardo Patrese      | Arrows-Ford    | 0      | Botsing               | 4    |        |
| DNF  | 30  | Siegfried Stohr       | Arrows-Ford    | 0      | Botsing               | 13   |        |
| DNQ  | 18  | Derek Daly            | March-Ford     |        |                       |      |        |
| DNQ  | 16  | René Arnoux           | Renault        |        |                       |      |        |
| DNQ  | 17  | Eliseo Salazar        | March-Ford     |        |                       |      |        |
| DNQ  | 9   | Slim Borgudd          | ATS-Ford       |        |                       |      |        |
| DNQ  | 33  | Patrick Tambay        | Theodore-Ford  |        |                       |      |        |
| DNQ  | 36  | Derek Warwick         | Toleman-Hart   |        |                       |      |        |
| DNQ  | 35  | Brian Henton          | Toleman-Hart   |        |                       |      |        |

## Wetenswaardigheden
Er gebeurden twee zware ongevallen met mecaniciens, waarvan één fataal ongeval. Tijdens de vrijdagtrainingen viel een mecanicien van Osella van de pitmuur, waardoor hij door de wagen van Carlos Reutemann werd geraakt. Hierdoor liep de mecanicien een schedelbreuk op. Hij stierf de volgende maandag aan zijn verwondingen. Tijdens de startsequentie viel Riccardo Patrese stil met zijn Arrows, waarop een mecanicien over de pitmuur sprong om de wagen te herstarten. De startsequentie kon echter niet meer onderbroken worden en bij groen licht begonnen de wagens aan de race. Teammaat van Patrese, Siegfried Stohr, kon de wagen van Patrese niet meer vermijden en reed tegen de andere Arrows aan. De mecanicien werd hierbij zwaar geraakt maar als bij wonder overleefde hij dit ongeval.

## Statistieken
| Pole-position | Carlos Reutemann | Williams-Ford | 1:22.28 |
| Snelste ronde | Carlos Reutemann | Williams-Ford | 1:23.30 |

## Noot
- Dit was het debuut van de Italiaanse coureur Piercarlo Ghinzani.
- Dit was de tweehonderdvijftigste Grand Prix-start voor een Australische coureur.
- Vijfde pole position en vijfde snelste ronde voor Carlos Reutemann.
- Eerste podiumplaats voor Nigel Mansell.

1925 · 1930 · 1931 · 1933 · 1934 · 1935 · 1937 · 1939 · 1947 · 1949 · 1950 · 1951 · 1952 · 1953 · 1954 · 1955 · 1956 · 1958 · 1960 · 1961 · 1962 · 1963 · 1964 · 1965 · 1966 · 1967 · 1968 · 1970 · 1972 · 1973 · 1974 · 1975 · 1976 · 1977 · 1978 · 1979 · 1980 · 1981 · 1982 · 1983 · 1984 · 1985 · 1986 · 1987 · 1988 · 1989 · 1990 · 1991 · 1992 · 1993 · 1994 · 1995 · 1996 · 1997 · 1998 · 1999 · 2000 · 2001 · 2002 · 2004 · 2005 · 2007 · 2008 · 2009 · 2010 · 2011 · 2012 · 2013 · 2014 · 2015 · 2016 · 2017 · 2018 · 2019 · 2020 · 2021 · 2022 · 2023 · 2024 · 2025 · 2026 · 2027 · 2029 · 2031